# (176103) Waynejohnson
(176103) Waynejohnson est un astéroïde de la ceinture principale.

## Description
(176103) Waynejohnson est un astéroïde de la ceinture principale. Il fut découvert le 30 janvier 2001 à l'Observatoire Junk Bond par David Healy. Il présente une orbite caractérisée par un demi-grand axe de 2,30 UA, une excentricité de 0,17 et une inclinaison de 1,9° par rapport à l'écliptique.

## Compléments